# Halványfoltú küllő
A halványfoltú küllő (Romanogobio albipinnatus) a sugarasúszójú halak (Actinopterygii) osztályának pontyalakúak (Cypriniformes) rendjébe, ezen belül a pontyfélék (Cyprinidae) családjába tartozó védett faj.
Magyarországon elsősorban a ragadozó halak étrendjének bővítése miatt jelentős. Védettségét elsősorban a szűk elterjedési terület indokolja, mert élőhelyein gyakori és szaporodóban lévő hala vizeinknek.

## Előfordulása
Közép- és Kelet-Európában, jobbára a Fekete- és a Kaszpi-tengerbe ömlő folyók vízrendszerében él. Magyarországi vizekben őshonos és gyakori a kavicsos medrű hegyi patakokban, a nagyobb folyók felső szakaszán a forrásvidékig fordul elő.

### Hasonló fajok
Legkönnyebben a fenékjáró küllővel, a felpillantó küllővel és a homoki küllővel téveszthető össze.  A fenékjáró küllőtől az erősen pettyezett hát- és farokúszója, valamint a hasúszók tövétől távolabb eső végbélnyílása különbözteti meg. A felpillantó küllő végbélnyílása távolabb van a hasúszók tövétől, és a faroknyele hengeres. A homoki küllő teste nyújtottabb, háta alacsony, faroknyele hengeres, és hátúszójában 8 osztott sugár van. Más fajok közül a rózsás márna vagy a petényi-márna hasonlít rá a legjobban, de itt egyértelmű különbséget jelent, hogy a márnák 2 pár bajuszt viselnek a szájuk körül, a hátúszójukból hiányzik a tövis, nagyobbak a pikkelyeik és minden oldalon két sorban 3 vagy 2 és 5 számú, kampós garatfogaik vannak.

## Megjelenése
A hal testhossza 8-10 centiméter, legfeljebb 15 centiméter. 39-43 nagy pikkelye van az oldalvonala mentén. A feje kúpos, orra lekerekített, a szemei nagyok és fölfelé tekintenek. Alsó állású szája szögletében 1-1 hosszabb bajuszszál található. Végbélnyílása közelebb esik a hasúszók tövéhez, mint a farkalatti úszó kezdetéhez. Az oldalvonal és a hasúszók tövi része között 4 pikkelysor található. A felső állkapocs hátulsó peremén mindkét oldalon egy-egy bajuszszál van.

## Életmódja
Rajban élő fenékhal. Nagyobb folyókban a paduczónától a torkolatig egyaránt megtalálható és megél az állóvizekben is. Legnépesebb állományai a dévérzónában alakulnak ki, ennek a jellemző hala. Hegy- és dombvidéki patakjainkban alkalmanként megtalálható, a kisebb folyóinkban elsősorban a sügérzónában lelhető fel. Tápláléka fenéklakó állatok és algák, de növényi anyagot és szerves törmeléket is fogyaszt.

## Szaporodása
Csoportosan május-júniusban ívik, ikráját a homokos mederfenékre rakja. Ivarérettségét 2-3 éves korban éri el. Az ikraszám általában 500 és 2000 körül mozog és a szemek átmérője körülbelül 1,5 milliméter.